# Osijek
Osijek (nekoč Osek, Osik) je četrto največje mesto na Hrvaškem. Je središče Osiješko-baranjske županije in največje mesto v Slavoniji. Leta 2021 je samo mesto imelo 76.000 prebivalcev (2011 še 83.000, mestna občina skupaj z okoliškimi naselji 108. 000, 2021 pa le še 97.000). Največje število je prebivalstvo doseglo ob popisu 1991 (mesto 105.000, občina pa kar 130.000).
Je tudi sedež Univerze Josipa Juraja Strossmayerja (od 1975) in sekundarni sedež Đakovsko-Osiješke rimskokatoliške nadškofije (od 2008) ter od 1972 sedež Evangeličanske teološke šole Univerze v Zagrebu (Evanđeosko teološko veleučilište u Osijeku).
Leži na obali Drave, okoli 15 km pred njenim izlivom v Donavo. Je pristanišče ter kulturno in industrijsko središče Slavonije. Mesto je zgrajeno na kraju, kjer so pri arheoloških izkopavanjih našli ostanke iz bronaste dobe in neolitika. V 2. stoletju področje današnjega Osijeka postane rimska kolonija Mursa. Sedaj ga  med drugimi mestnimi naselji sestavljajo Gornji grad, Tvrđa in Donji grad, ki so se najprej razvijali vsak za sebe, leta 1786 pa povezali v eno občino. Med pomembnimi znamenitostmi je treba omeniti dele Tvrđe (starega osiješkega gradu), stara poslopja in cerkev Svetega Petra i Pavla ter bogat muzej. Osijek je zelo pomembno prometno križišče za vse smeri.  V bližini se nahaja letališče Osijek.

## Galerija
- Evropska avenija
- Trg Svete Trojice
- Promenada in most za pešce
- Tramvaj v Osijeku

## Demografija
| Pregled števila prebivalcev po letih | Pregled števila prebivalcev po letih | Pregled števila prebivalcev po letih | Pregled števila prebivalcev po letih | Pregled števila prebivalcev po letih | Pregled števila prebivalcev po letih | Pregled števila prebivalcev po letih | Pregled števila prebivalcev po letih | Pregled števila prebivalcev po letih | Pregled števila prebivalcev po letih | Pregled števila prebivalcev po letih | Pregled števila prebivalcev po letih | Pregled števila prebivalcev po letih | Pregled števila prebivalcev po letih | Pregled števila prebivalcev po letih |       |  |
| ------------------------------------ | ------------------------------------ | ------------------------------------ | ------------------------------------ | ------------------------------------ | ------------------------------------ | ------------------------------------ | ------------------------------------ | ------------------------------------ | ------------------------------------ | ------------------------------------ | ------------------------------------ | ------------------------------------ | ------------------------------------ | ------------------------------------ | ----- |  |
| 1857                                 | 1869                                 | 1880                                 | 1890                                 | 1900                                 | 1910                                 | 1921                                 | 1931                                 | 1948                                 | 1953                                 | 1961                                 | 1971                                 | 1981                                 | 1991                                 | 2001                                 | 2011  |  |
| 16145                                | 19281                                | 19809                                | 21547                                | 26769                                | 33337                                | 36500                                | 43351                                | 49037                                | 56538                                | 71782                                | 92603                                | 103026                               | 104761                               | 90400                                | 84000 |  |